# Parafia Matki Bożej Wspomożenia Wiernych w Palczy
Parafia Matki Bożej Wspomożenia Wiernych w Palczy – parafia rzymskokatolicka należąca do dekanatu Sułkowice, erygowana w 1982 roku.

## Historia
W XVI wieku, prawdopodobnie na miejscu teraźniejszego kościoła, stał kościół pod wezwaniem św. Jana Chrzciciela. Wspomina o nim wizytacja biskupa z 1598 r. Kościółek ten, będący w danym okresie filialną kaplicą należącą do parafii w Harbutowicach, miał zostać kościołem parafialnym. Wskutek zarazy, która dotknęła Palczę, prawie wszyscy mieszkańcy wyginęli. W XV wieku ustała w niej działalność duszpasterska, przez co filia kapliczna nie została kościołem parafialnym. Po zdziesiątkowaniu mieszkańców przez zarazę ówczesny starosta Lanckoroński przeniósł do Brzezia dzwony z kościoła, a obraz św. Jana Chrzciciela do zamku lanckorońskiego. Wiadomo że na początku XVIII w. znajdowała się w Palczy drewniana kaplica, według tradycji postawiona na zbiorowej mogile ofiar moru. Akta z lat 1617, 1704, 1729 i 1742, w których odbyły się wizytacje biskupie, mówią o istnieniu małego kościółka. Po wyludnieniu się wieś weszła w skład parafii w Harbutowicach, a od 1729 r. wraz z Harbutowicami znalazła się w parafii Sułkowice.
W 1945 r. Palczę przydzielono do parafii w Budzowie, a samodzielną parafią jest ponownie od 1982 r.
Obecny kościół zbudowano w latach trzydziestych XX wieku. Poświęcenie kamienia węgielnego miało miejsce w 1932 r., a poświęcenie kościoła w 1935. Kościół ten został rozbudowany i zmodernizowany w latach 1952–1955. Kościół pw. Matki Bożej Wspomożenia Wiernych jest murowany, tynkowany, z wieżą od frontu. W ołtarzu głównym znajduje się figura Matki Boskiej Wspomożenia Wiernych.
W roku 2019 po kilkuletnich staraniach rozpoczęto rozbudowę kościoła. Dobudowano dwie nawy boczne, powiększono zakrystię, utworzono pomieszczenie techniczne, wymieniono dach i jego konstrukcję, zmodernizowano stare kamienne fundamenty i ocieplenie kościoła. Została położona nowa granitowa posadzka.

## Galeria

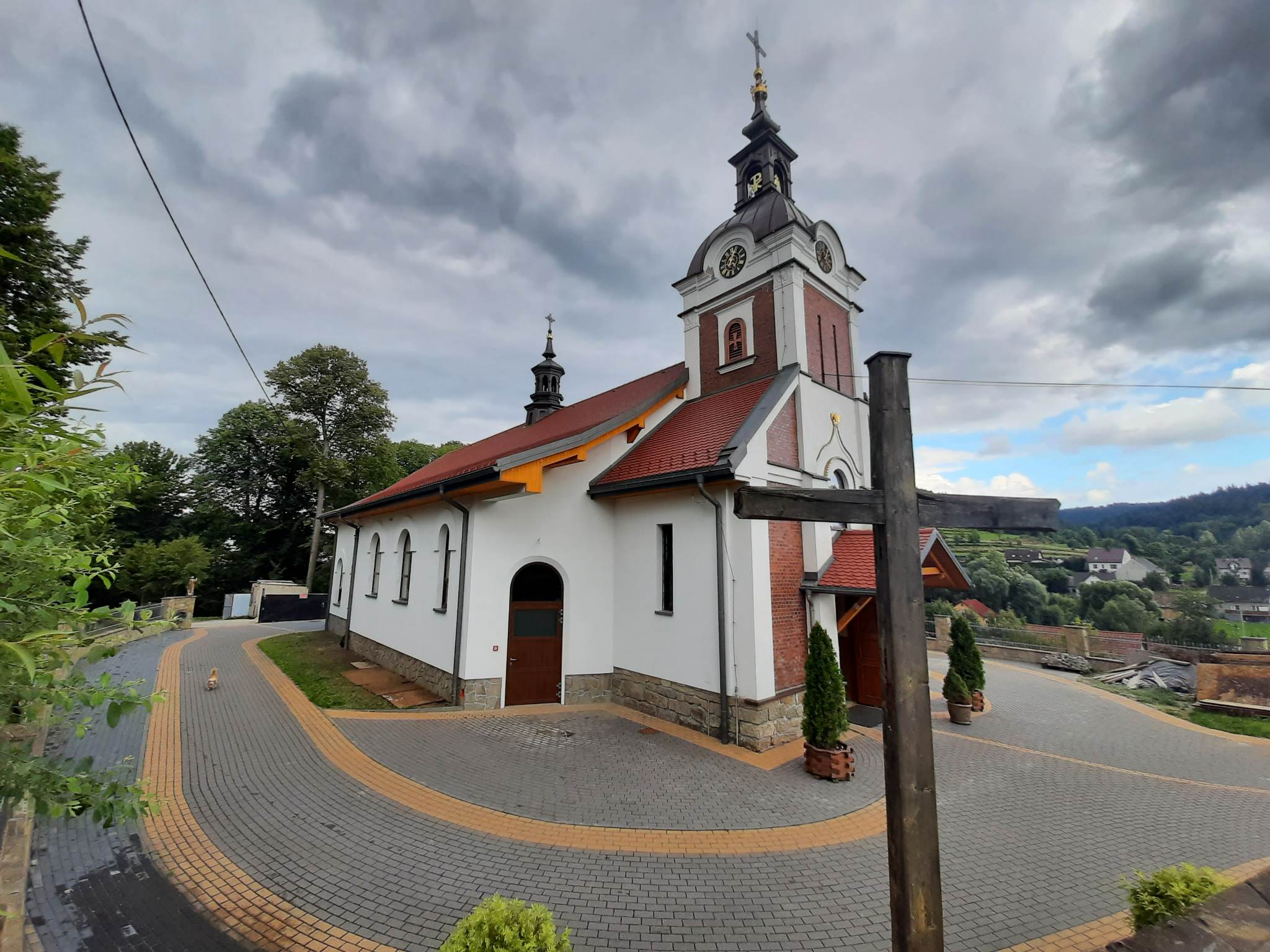
Kościół w Palczy

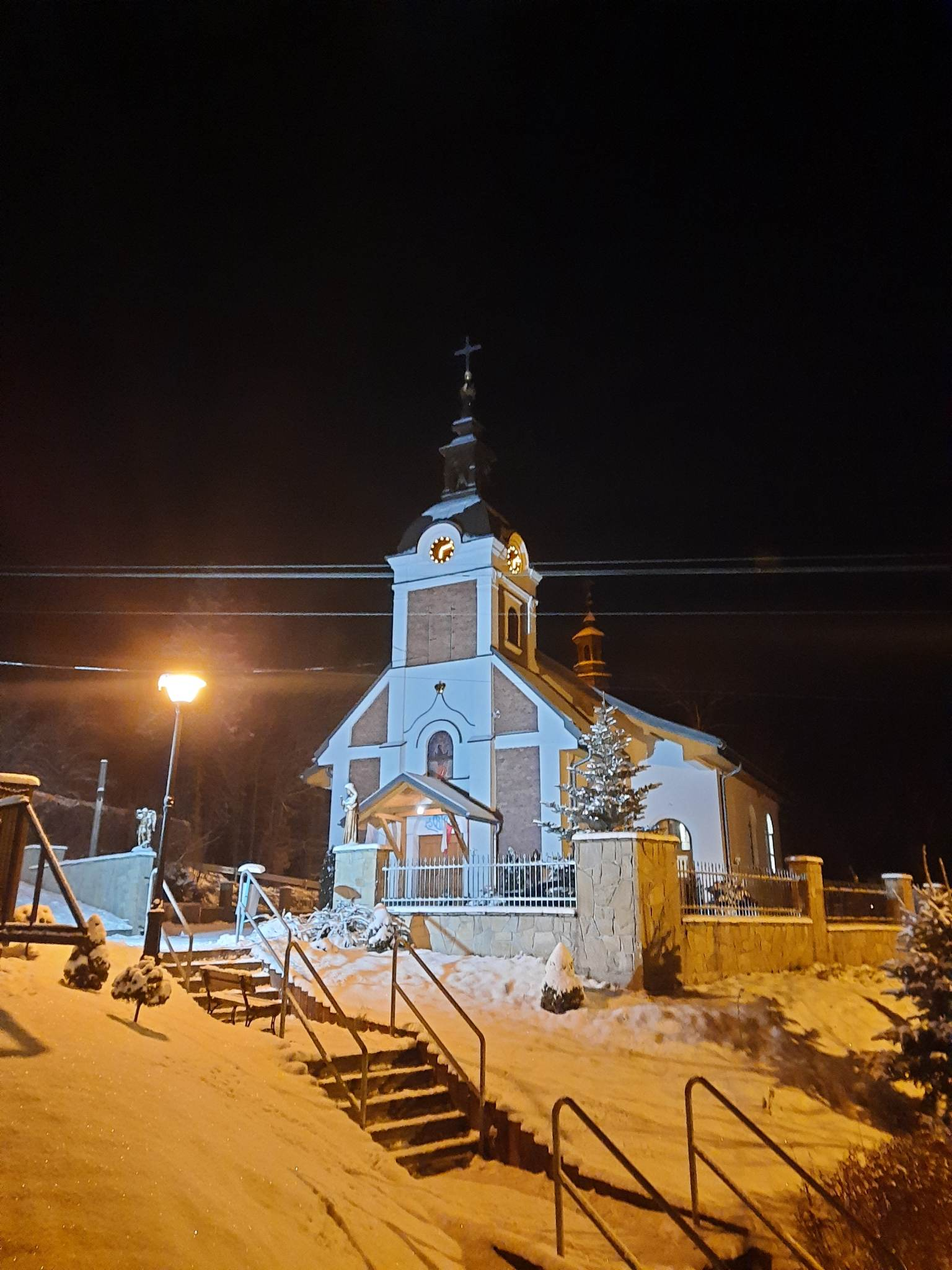
Kościół zimą

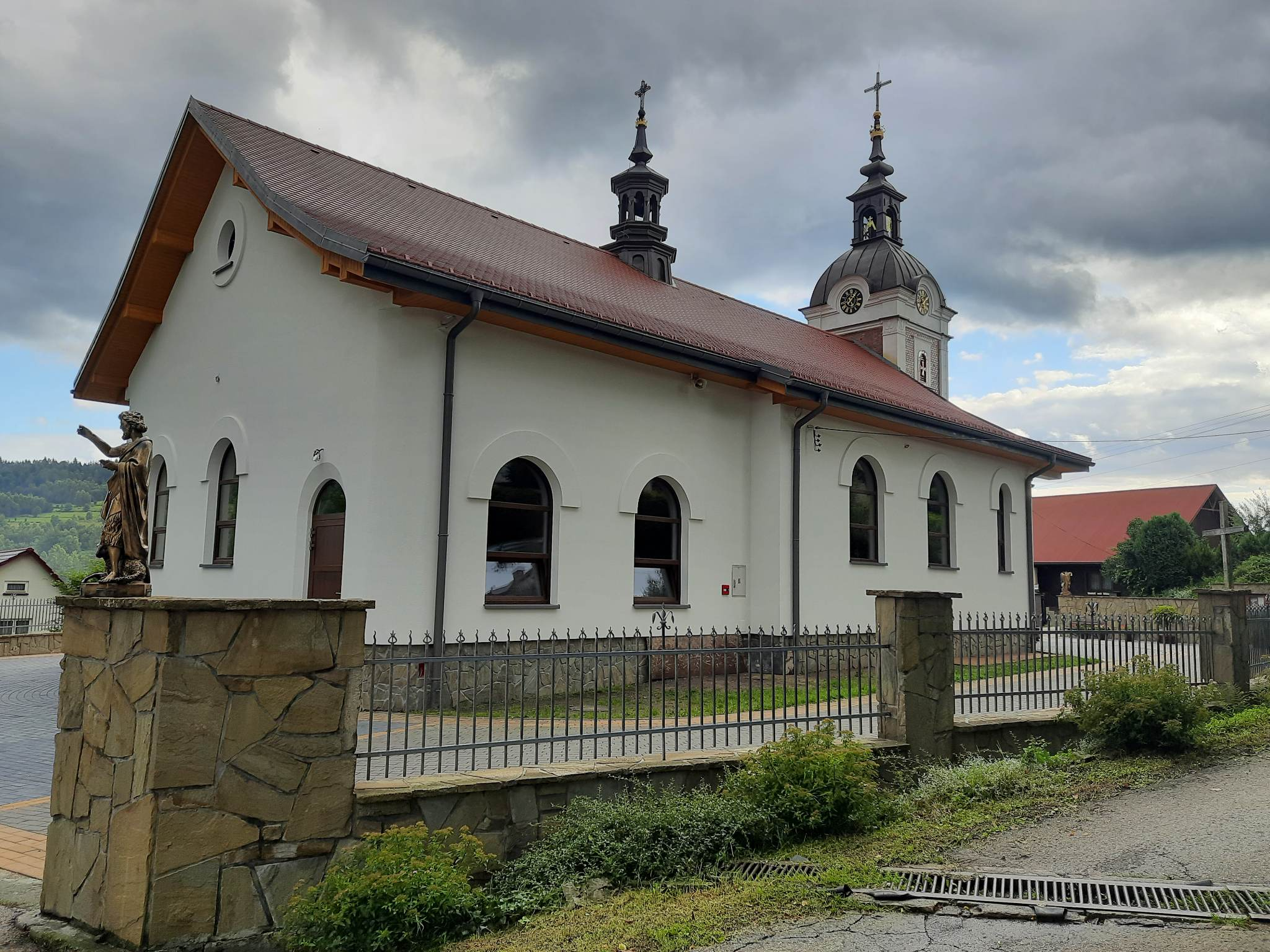
Kościół od strony parkingu